# Michael Northey
Michael "Mike" James Northey (né le 24 mars 1987 à Auckland) est un coureur cycliste néo-zélandais.

## Biographie
Il met un terme à sa carrière au mois de mai 2016, en raison de problèmes cardiaques.

## Palmarès sur route

### Par années
- 2008
  - 3e étape du BDO Tour of Northland
  - 2e de la REV Classic
- 2009
  - 4e étape du BDO Tour of Northland
- 2010
  - BDO Tour of Northland :
    - Classement général
    - 4e étape

  - 3e étape du Tour de Walla Walla
  - 6e étape du Tour of America's Dairyland
  - 5e étape du Tour de Southland
  - 2e du championnat de Nouvelle-Zélande du critérium
  - 3e du Tour of America's Dairyland
- 2011
  -  Champion de Nouvelle-Zélande du critérium
  - Tour de Grove
  - 2e du Sunny King Criterium
  - 2e du Lake Taupo Cycle Challenge
- 2012
  - BDO Tour of Northland :
    - Classement général
    - 1re, 3e et 4e étapes

  - 1re étape du Tour du Loir-et-Cher
  - Tour de Southland :
    - Classement général
    - 2e étape

  - Lake Taupo Cycle Challenge
  - 2e du championnat de Nouvelle-Zélande du critérium
  - 3e de la REV Classic
- 2013
  -  Champion de Nouvelle-Zélande du critérium
  - BDO Tour of Northland :
    - Classement général
    - 2e et 4e étapes

  - Wales Open Criterium
  - GP of Wales
  - 2e du Lake Taupo Cycle Challenge
- 2014
  - 2e du championnat de Nouvelle-Zélande du critérium
  - 2e du Lake Taupo Cycle Challenge
- 2015
  -  Champion de Nouvelle-Zélande du critérium
  - 3e du Tour de Southland

### Classements mondiaux
| Année            | 2006 | 2007 | 2008 | 2009 | 2010 | 2011 | 2012 | 2013 | 2014 |
| ---------------- | ---- | ---- | ---- | ---- | ---- | ---- | ---- | ---- | ---- |
| UCI Europe Tour  |      |      |      |      |      |      | 487e | 682e |      |
| UCI Oceania Tour | 84e  |      | 34e  |      |      |      |      |      | 35e  |

## Palmarès sur piste

### Jeux d'Océanie
- 2004
  -  Médaillé d'or de la poursuite par équipes (avec Matthew Haydock, Dayle Cheatley et Joshua England)
  -  Médaillé d'argent du scratch juniors
  -  Médaillé d'argent de la poursuite individuelle juniors